# تورنر لايتون
تورنر لايتون (بالإنجليزية: Turner Layton)‏ هو كاتب أغاني وعازف بيانو أمريكي، ولد في 2 يوليو 1894 في واشنطن العاصمة في الولايات المتحدة، وتوفي في 6 فبراير 1978.

## وصلات خارجية
- تورنر لايتون على موقع ميوزك برينز (الإنجليزية)
- تورنر لايتون على موقع قاعدة بيانات برودواي على الإنترنت (الإنجليزية)
- تورنر لايتون على موقع أول ميوزيك (الإنجليزية)
- تورنر لايتون على موقع ديسكوغز (الإنجليزية)